# District de Florac
Le district de Florac est une ancienne division territoriale française du département de la Lozère de 1790 à 1795.
Il était composé des cantons de Florac, Barre, le Collet de Dézes, Ispagnac, Pont de Montvert, Saint Etienne, Saint Germain et Vebron.